# Foz do Iguaçu
Foz do Iguaçu város Brazíliában, Paraná államban. Lakosainak száma 285 415 fő (2022). Foz do Iguaçu Santa Terezinha de Itaipu, Itaipulândia és São Miguel do Iguaçu községekkel határos.

## Népesség
A település népességének változása:
| Lakosok száma | 258 543 | 256 088 | 258 248 | 257 971 | 285 415 |
|               | 2000    | 2010    | 2020    | 2021    | 2022    |